# Фихман, Ицхок Фишелевич
И́цхок Фи́шелевич Фи́хман (30 сентября 1921, Кишинёв, Бессарабия — 3 марта 2011, Израиль) — советский и израильский египтолог и папиролог, византист, библиограф, переводчик, доктор исторических наук (1974). Крупный специалист по египетской истории римского и византийского периодов.

## Биография
Родился в Кишинёве в семье портного. В 1931—1939 годах учился в румынской классической гимназии. В 1940 году поступил на исторический факультет Кишинёвского педагогического института. В начале июля 1941 года был направлен на рытьё траншей в районе Первомайска Одесской области, после захвата города наступавшими немецкими войсками добрался до колхоза станицы Фастовецкой (Краснодарский край), где работал на сборе клещевины; оттуда эвакуировался в Дербент, работал на строительстве оборонительных дорог. Затем попал в Грузию, работал на расчистке железнодорожных путей, пока не был направлен по линии Наркомпроса в Тбилиси учителем русского и немецкого языков в средней школе. Мобилизован на Тбилисский авиационный завод, затем в угольный трест в Ткварчели — в 1942—1946 годах работал старшим табельщиком, потом руководителем группы оборудования в «Ткварчел-уголь». В августе 1946 года вернулся в Кишинёв и восстановился на втором курсе Кишинёвского педагогического института, в 1947 году перевёлся на третий курс ЛГУ.
Окончил исторический факультет Ленинградского государственного университета в 1950 году. Работал в Государственной публичной библиотеке, по ходатайству заведующего кафедрой византиноведения ЛГУ М. В. Левченко, как владеющий рядом языков (французский, немецкий, английский, румынский, древнегреческий, древнееврейский, латинский, идиш и грузинский), был переведён в отдел иностранного комплектования библиотеки, но в связи с кампанией по борьбе с космополитизмом постоянной работы так и не получил. В 1956 году поступил в аспирантуру в Ленинградское отделение института истории АН СССР к В. В. Струве.
С 1960 года — научный сотрудник ленинградского филиала Института востоковедения АН СССР (в настоящее время — Институт восточных рукописей РАН), старший научный сотрудник с 1969 года. Кандидатскую диссертацию по теме «Вопросы ремесла византийского Египта по данным законодательства и греческих папирусов» защитил в 1962 году, докторскую диссертацию по теме «Социально-экономические отношения в египетском городе IV — середины VII в. по папирусам г. Оксиринха» — в 1974 году. Профессор восточного факультета Ленинградского государственного университета с 1974 года, читал лекции на историческом факультете. Член Международной ассоциации папирологов (Брюссель, 1967).
Ицхок Фихман — автор многочисленных работ по папирологии и истории Египта I тысячелетия, в особенности коптских папирусов. Под его редакцией был издан библиографический указатель «Отечественные публикации по коптологии и греко-римскому Египту» (Ленинград, 1989). В 1967 году вместе с Г. Л. Курбатовым написал работу «Аграрный строй Византии в IV—VI вв.» для трёхтомной «История Византии».
В 1972 году подготовил перевод с латинского языка «Проекта Академии или Общества Восточных наук и языков». В переводе И. Ф. Фихмана с румынского языка вышли «Румынские сказания о Владе Цепеше» Петре Испиреску (в книге «История Румынии», Евролинц, 2003).
В 1990 году переехал в Израиль. Последние годы жизни — профессор античной литературы в Хайфском университете в Израиле. Регулярно публиковался в Scripta Classica Israelica.

## Книги
- Коптские тексты Государственного музея изобразительных искусств имени А. С. Пушкина. Москва—Ленинград, 1959.
- Вопросы ремесла византийского Египта (по данным законодательства и греческих папирусов). Ленинград, 1962.
- Фихман И. Ф. Египет на рубеже двух эпох. Ремесленники и ремесленный труд в IV — середине VII вв. / Отв. ред. В. В. Струве; Институт народов Азии АН СССР. — М.: Наука. Главная редакция восточной литературы, 1965. — 312 с. Текст здесь
- Фихман И. Ф. Оксиринх — город папирусов / Отв. ред. акад. М. А. Коростовцев; Институт востоковедения АН СССР; Худож. Э. Л. Эрман. — М.: Наука. Главная редакция восточной литературы, 1976. — 344 с. — 3650 экз. (см. Оксиринх) Текст здесь
- Введение в документальную папирологию (см. ). Главная редакция восточной литературы издательства «Наука»: Москва, 1987. (см. http://www.rulit.me/author/fihman-i-sh/vvedenie-v-dokumentalnuyu-papirologiyu-download-free-401741.html)
- Отечественные публикации по коптологии и греко-римскому Египту. Ленинград, 1989.
- Itzhak F. Fikhman. Wirtschaft und Gesellschaft im spätantiken Ägypten. (недоступная ссылка) Kleine Schriften (см. здесь и здесь). Herausgegeben von Andrea Jördens unter Mitarbeit von Walter Sperling. Franz Steiner Verlag: Штутгарт, 2006.